# Горовалдайское озеро
Горовалдайское (Горвалдайское; устар.: Карволдайское, Каравалдайское) — озеро на южном берегу Финского залива в Ленинградской области России. Располагается на высоте 12 м над уровнем моря у деревни Шепелево в пределах территории Лебяженского городского поселения Ломоносовского района.
Озеро представляется собой бывшую лагуну Финского залива, постепенно отделившуюся от него узкой полосой песчаных дюн. Озеро вытянуто в широтном направлении почти на 4,5 километра. Площадь — 2,8 км². Согласно одним данным, глубина озера составляет не более 5,5 метра, по другим — достигает 15 метров.
Вода прозрачная. Лес, окружающий озеро, вплотную подступает к урезу воды. Берега имеют слегка изломанные очертания, почти на всем протяжении песчаные, у западной и восточной оконечностей — каменистые. Вдоль северного берега проходит шоссейная дорога.
Водятся окунь, плотва, уклейка, ёрш, щука.

## Название
Озеро названо по имени деревни Гора-Валдай (ст.‑слав. Варьевалда, фин. Harjavalta), стоящей на его восточном берегу. На карте Ингерманландии А. И. Бергенгейма, составленной по шведским материалам 1676 года, упомянуто как озеро швед. Hariuvala с одноимённой деревней на восточном берегу.

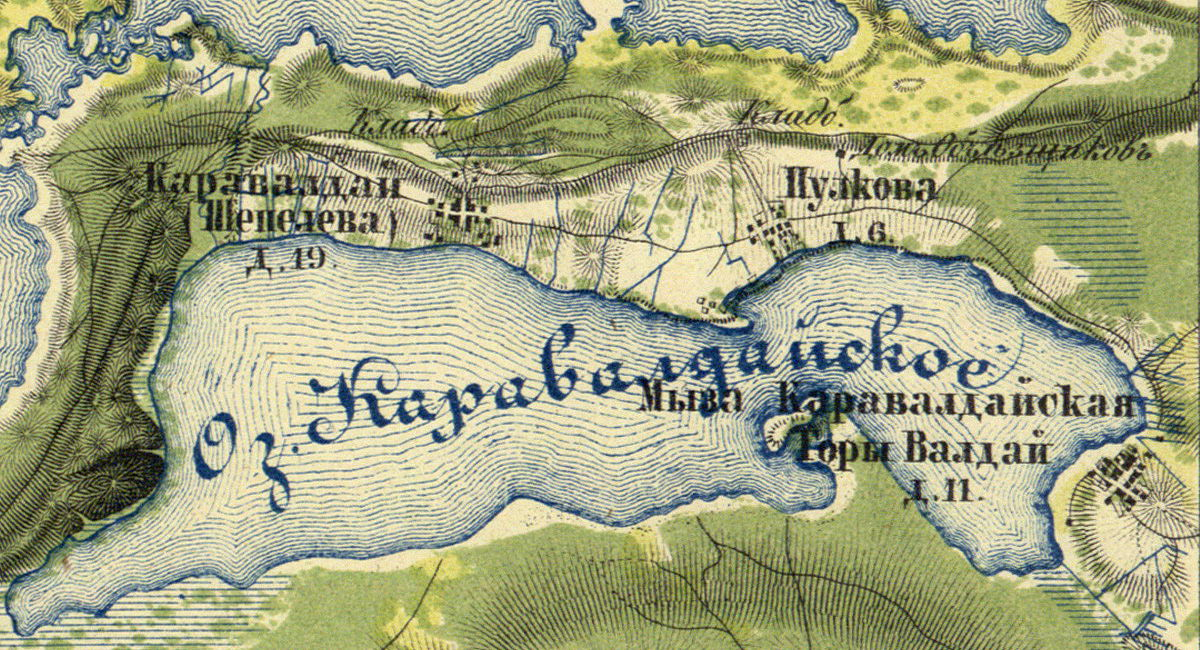
Горовалдайское (Каравалдайское) озеро. 1860 год.